# Psammisia ramiflora
Psammisia ramiflora är en ljungväxtart som beskrevs av Johann Friedrich Klotzsch. Psammisia ramiflora ingår i släktet Psammisia och familjen ljungväxter. Inga underarter finns listade i Catalogue of Life.